# 판타스포르투
판타스포르투(Fantasporto)는 포르투갈 포르투에서 매년 2월말부터 3월 초순에 개최되는 국제 영화제이다. 1981년에 처음 시작되었다.